# ピーナッツオイル

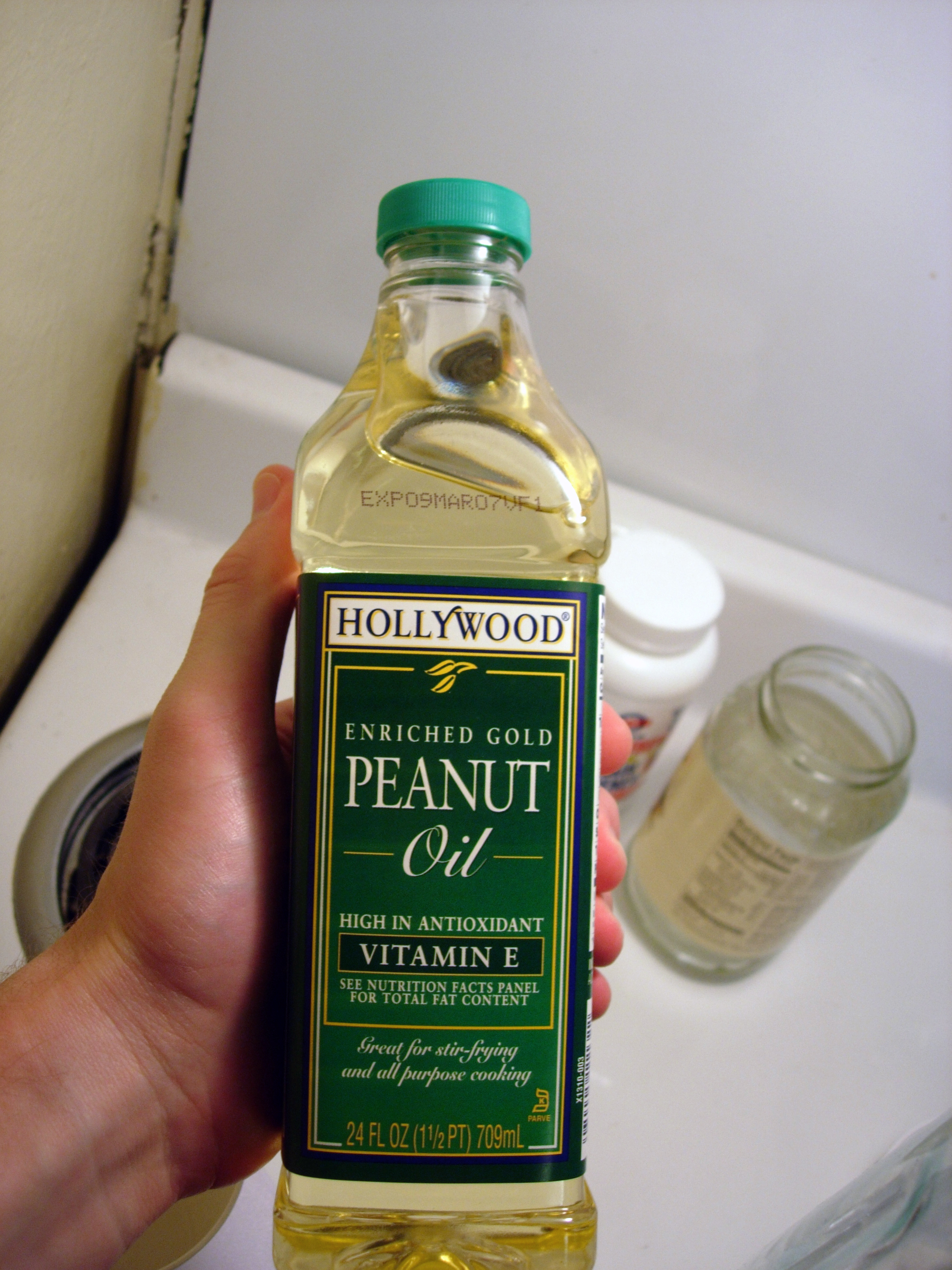
瓶入りのピーナッツオイル

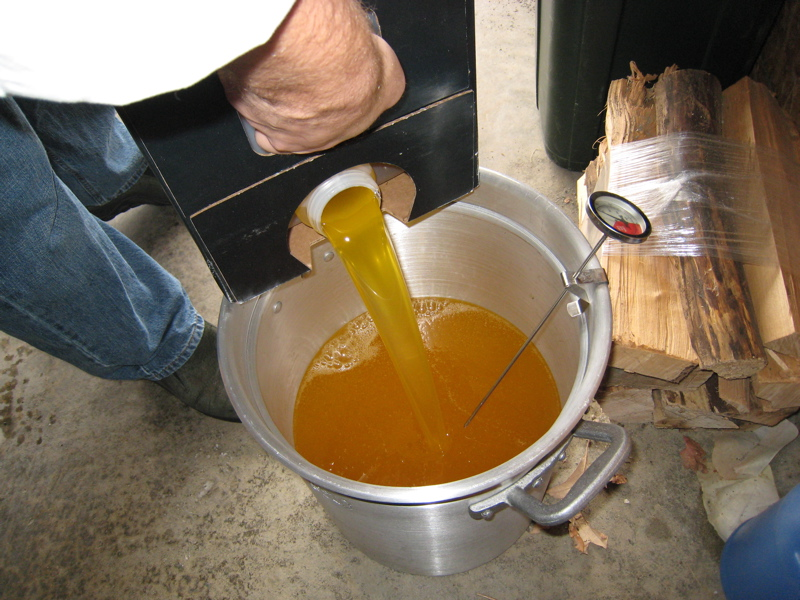
ピーナッツオイル

ピーナッツオイル（peanut oil）、ピーナッツ油（ピーナッツあぶら）とは、ピーナッツ（落花生）の種子から圧搾法で抽出後、高温精製される植物油である。不乾性油である。

## 主な成分
- オレイン酸35 ~ 70%
- リノール酸10 ~ 40%
- ビタミンE

## 期待される効果
ピーナッツに多く含まれている不飽和脂肪酸であるオレイン酸は、悪玉コレステロールを減少させる効果がある。
ピーナッツにはレスベラトロールという抗酸化作用があるポリフェノールも含まれ、動脈硬化や高血圧の予防や老化を防ぐ効果が期待される。
ピーナッツに含まれる、ビタミンEは高い抗酸化作用をもち、ビタミンEはその生成を防止するため老化を防ぐ効果がある。
血管をきれいにし、血行をよくするのとともに、ホルモンのバランスを整える。冷え症や肌のシミを防ぐなどの効果も期待できる。

## 危険性
ピーナッツオイルを配合したスキンケア製品を乳幼児に使用すると、ピーナッツアレルギーの発症が約8倍増加すると報告されている。乳児湿疹やアトピー性皮膚炎に伴う皮膚のバリアー傷害がある場合、アレルゲンの感作を促進しアレルギーが発症しやすくなる。ピーナッツオイルの乳幼児の皮膚への使用と、従来行われていたアレルギーを防ぐための食事制限が組み合わさると、さらに問題は深刻になる。乳幼児期にピーナッツの摂取を制限した上で、ピーナッツオイルを皮膚に使用すると、重いピーナッツアレルギーになる可能性がある。
また、酸化しやすいという欠点がある。

## JAS規格
2024年現在、JAS規格としては落花生油と精製落花生油の2つが存在する。過去には落花生サラダ油も存在していたが平成21年改正にて削除されている。削除事由としては落花生油はそもそもの凝固点が高く落花生サラダ油の冷却試験にパスできない事、故に規定に適合せず認証品の流通も存在しないからというものであった。
JAS規格初期から長く存在していた落花生サラダ油が平成21年の改正というタイミングで削除されたのは一つ前の平成16年改正で落花生サラダ油にそれまで要求されていなかった冷却試験が追加された為である。